# Skoki do wody na Mistrzostwach Świata w Pływaniu 2022 – trampolina 3 m synchronicznie par mieszanych
Trampolina 3 m synchronicznie par mieszanych – jedna z konkurencji rozgrywanych w ramach skoków do wody, podczas mistrzostw świata w pływaniu w 2022. Zawody w tej konkurencji rozegrano 29 czerwca, udział w nich brało 13 duetów.
Zwycięzcami konkurencji okazali się reprezentanci Chin Zhu Zifeng i Lin Shan. Drugą pozycję zajęli zawodnicy z Włoch Matteo Santoro i Chiara Pellacani, trzecią zaś reprezentujący Kanadę James Heatly i Grace Reid.

## Wyniki
| Miejsce | Zawodnicy                          | Państwo           | Wynik  |
| ------- | ---------------------------------- | ----------------- | ------ |
| 01 !    | Zhu Zifeng Lin Shan                | Chiny             | 324,15 |
| 02 !    | Matteo Santoro Chiara Pellacani    | Włochy            | 293,55 |
| 03 !    | James Heatly Grace Reid            | Wielka Brytania   | 287,61 |
| 4.      | Kevin Muñoz Arantxa Chávez         | Meksyk            | 282,42 |
| 5.      | Lou Massenberg Tina Punzel         | Niemcy            | 277,62 |
| 6.      | Yi Jaeg-yeong Kim Su-ji            | Korea Południowa  | 275,82 |
| 7.      | Muhammad Syafiq Puteh Ng Yan Yee   | Malezja           | 275,46 |
| 8.      | Quentin Henninger Kristen Hayden   | Stany Zjednoczone | 271,86 |
| 9.      | Haruki Suyama Haruka Enomoto       | Japonia           | 266,46 |
| 10.     | Guillaume Dutoit Madeline Coquoz   | Szwajcaria        | 254,31 |
| 11.     | Jules Bouyer Naïs Gillet           | Francja           | 243,51 |
| 12.     | Rafael Fogaça Anna Lúcia Rodrigues | Brazylia          | 234,60 |
| 13.     | Frazer Tavener Maggie Squire       | Nowa Zelandia     | 223,86 |